# موبيوس (فلم 1996)
موبيوس (بالإسبانية: Moebius) هو فيلم خيال علمي وإثارة أرجنتيني صدر عام 1996. الفيلم من إخراج غوستافو موسكيرا، وبطولة غييرمو أنجيليلي وروبرتو كارناغي وأنابيلا ليفي. الفيلم مبني على القصة الكلاسيكية «مترو أنفاق أسمه موبيوس» من تأليف أرمين جوزيف ديوتش.

## قصة الفيلم
في يوم الأول من شهر آيار، اكتشف المتحكمون في «محطة بوينس آيرس لمترو الأنفاق» أن القطار رقم UM-86 (قطار سيمنز-شوكيرت أورينشتاين وكوبل)، قد فقد في شبكة الأنفاق إلى جانب ركابه. بعد البحث في الشبكة بالكامل (والتي تظهر في الفيلم على أنها أكبر بكثير من الواقع)، يفشلون في العثور على كل من القطار والركاب.
في محاولة لإخفاء الحادث عن الجمهور، يقوم مدير المحطة بالاتصال بالشركة الهندسية المسؤولة عن بناء الخط حيث اختفى القطار رقم UM-86 من أجل التحقيق في الحادث. تقوم الشركة بعد ذلك بإرسال عالم الهندسة اللاكمية الشاب دانييل برات، بدلاً من مهندس من ذوي الخبرة، مما يزعج المدير.
عند البحث عن المخططات الأصلية للخط في الأرشيف الوطني، يكتشف برات أنهم مفقودون وقد أخذهم «هوغو ميستين» محاضره السابق في جامعة بوينس آيرس. بعد البحث عنه في الجامعة، أخبر أحد الأستاذ برات أن مستين تقاعد منذ مدة ولم تتم رؤيته أو الاتصال به لفترة طويلة.
يحمل برات عنوان مستين ويتصل بمنزله من هاتف عمومي. وعلى الرغم من كون الأستاذ ليس في المنزل، يتم الرد على الهاتف من قبل فتاة شابة غير متعاونة تخبره أن مستين ليس في المنزل ومن تغلق الخط. نظراً لأن برات خارج عن تغيير رأيه، يقرر الذهاب إلى الشقة شخصياً.
بعد وصوله إلى الشقة، استقبلت برات الفتاة نفسها التي تحدثت معه عبر الهاتف وبعد بعض التردد، سمحت له بالدخول إلى الشقة. في الداخل، يكتشف برات المخططات التي كان يبحث عنها ولكنه يضطر للخروج من مخرج الطوارئ، مع الفتاة، بعد أن طرق شخصاً الباب.
يدخل برات والفتاة إلى المحطة ويبحثان عن المدير. قيل للفتاة أن تنتظر في إحدى المنصات بينما يخاطب برات المدير والعديد من المسؤولين المكلفين بحل لغز القطار رقم UM-86. تُعلمه المجموعة أنه تم إغلاق الخط بالكامل وتوقفت جميع القطارات لتسهيل عملية البحث عن القطار المفقود. وعند إعلامه بالأخبار، يسمع صوت قطار عبر الأنفاق.
تدور المجموعة حول المحطة متعددة الطوابق بحثًا عن القطار رقم UM-86، لكن لا يمكن العثور عليه في أي مكان. سمع عمال الصيانة في الطابق السفلي الصوت أيضًا، لكن افترضوا أنه كان قادمًا من الطابق الأعلى، حيث يوجد برات والآخرون. عند سماع ذلك، يأمر المدير بإيقاف تشغيل الطاقة في الخط، الأمر الذي له تأثير ضئيل غير زيادة غضب اللجنة.
عادت المجموعة إلى المحطة، وكشف برات نظريته المعقدة: أن بناء الخط المحيط قد حول الشبكة إلى شكل من أشكال شريط موبيوس الذي تسبب وفي ظل الظروف المناسبة في انتقال القطار المفقود إلى بعد آخر. يتم سخرية من نظرية برات من قبل بقية اللجنة ويتم إعفاء برات من منصبه كمحقق. ثم يغادر المحطة مع الفتاة.
بعد رؤية الأفعوانية في متنزه المدينة، يستلهم برات لإجراء سلسلة من العمليات الحسابية الرياضية، مما يؤدي إلى صقل نظريته. يعود برات بسرعة إلى خط المترو ويبدأ بتدوين الملاحظات على مدار اليوم حول تحركات وجداول القطارات المختلفة، حيث توصل إلى أن القطار رقم UM-86 سيظهر قريباً.
ثم يبدأ برات في المشي عبر الأنفاق ويصعد طابق واحد من خلال ممر الصيانة ويستمر في المشي. بعد مدة، يظهر قطار ويكاد أن يضربه تقريباً. يستمر برات المصدوم بالمشي عبر مناطق الصيانة ويجد نفسه في محطة أخرى، سميت على اسم الكاتب الأرجنتيني بورخيس (قرار متعمد من قبل مخرج الفيلم). يصعد إلى أول قطار يصل هناك.
برات يشق طريقه عبر القطار، ويتفاجئ بملاحظته تسمية UM-86 على العربات. الركاب في حالة هادئة، لا يستجيبون ويحدقون للأمام. عند الوصول إلى مقصورة القيادة، يكتشف برات الأستاذ ميستين جالساً على كرسي السائق في انتظاره.
بعد بعض النقاشات الفلسفية التي تؤكد صحة نظرية برات، ينتقد الأثنان المجتمع الحديث. في اليوم التالي، يتم استدعاء المدير إلى المحطة. هناك يجد القطار رقم UM-86، خاليًا من الركاب ومع دفتر برات فقط الذي يشرح نظريته والموجود في مقصورة القيادة. عندما يكون المدير على وشك المغادرة، يتلقى مكالمة هاتفية حول قطار آخر مفقود.

## طاقم العمل
| - غييرمو أنجيليلي بدور دانيال برات - روبرتو كارناغي بدور ماركوس بلاسي - أنابيلا ليفي بدور أبريل - خورخي بيتراغليا بدور مستين |  |  |  | - ميغيل أنخيل بالودي بدور أغيري - فرناندو يوسا بدور نزار - مارتن أدجيمان بدور كانوتي - دانيال دي بياس بدور كين |  |  |  | - جان بيير ريغوارز بدور ديكس - مارتن بافلوفسكي بدور السائق 101 - فيليبي منديز بدور مدير الشحن - فرناندو تشيا بدور فيغاس |  |  |  | - اوسفالدو سانتورو بدور فيغا - هوراسيو روكا بدور إدموندو - نورا زينسكي بدور أستاذة - سامي ليرنر بدور رجل عجوز في غرفة الملفات |

## روابط خارجية
- موبيوس على موقع IMDb (الإنجليزية)
- موبيوس على موقع روتن توميتوز (الإنجليزية)
- موبيوس على موقع ألو سيني (الفرنسية)
- موبيوس على موقع Turner Classic Movies (الإنجليزية)
- موبيوس على موقع أول موفي (الإنجليزية)
- موبيوس على موقع فيلمافينيتي (الإسبانية)
- موبيوس على موقع قاعدة بيانات الفيلم (الإنجليزية)
- موبيوس على موقع ليتربوكسد (الإنجليزية)
- موبيوس على موقع كينوبويسك (الروسية)